# Marmarodeceia
Marmarodeceia är ett släkte av tvåvingar. Marmarodeceia ingår i familjen lövflugor.
Kladogram enligt Catalogue of Life:
| Marmarodeceia | \| \| Marmarodeceia hendeli \| \| \| \| \| \| Marmarodeceia marmorata \| \| \| \| |
|               | \| \| Marmarodeceia hendeli \| \| \| \| \| \| Marmarodeceia marmorata \| \| \| \| |
|               | Marmarodeceia hendeli                                                             |
|               |                                                                                   |
|               | Marmarodeceia marmorata                                                           |
|               |                                                                                   |